# Niesen
El Niesen es una montaña de los Alpes berneses, de 2362m de altura sobre el nivel del mar, situada en la región del Oberland bernés, al sur del lago de Thun. La localidad más próxima es el pueblo de Wimmis.
El Niesen se caracteriza por su distintiva forma cónica o piramidal. El origen del nombre parece remontarse a "Yesen", un término para la genciana amarilla (Gentiana lutea), que aún florece hoy en día en la montaña.
La montaña es principalmente pizarrosa. Hace 70 millones de años, sucesivas capas de sedimentos se depositaron en el fondo del antiguo mar Mediterráneo. Al formarse los Alpes, la montaña se fue elevando desde el sur hasta su posición actual.

## Turismo
La cumbre del Niesen es conocida por sus vistas panorámicas y es un destino popular para los excursionistas. En 1856 se construyó un primer albergue en la cima. Los huéspedes debían llegar a pie, aunque los más pudientes podían ser transportados en caballos, mulas o sillas llevadas por cuatro hombres. Estos porteadores ganaban 8 francos al día por salvar el desnivel de 1700 m, entre Wimmis y la cumbre, mientras que un caballo de alquiler costaba entre 15 y 20 francos. Desde 1910 existe un funicular, llamado Niesenbahn, que une la cima con la estación de Mülenen (639 m), al pie de la montaña, pasando por la estación intermedia de Schwandegg (1669 m).
El primer tramo, de 2111 m de longitud, tiene una pendiente máxima del 68%, mientras que en el segundo tramo, de 1388 m, la pendiente máxima es del 66%.

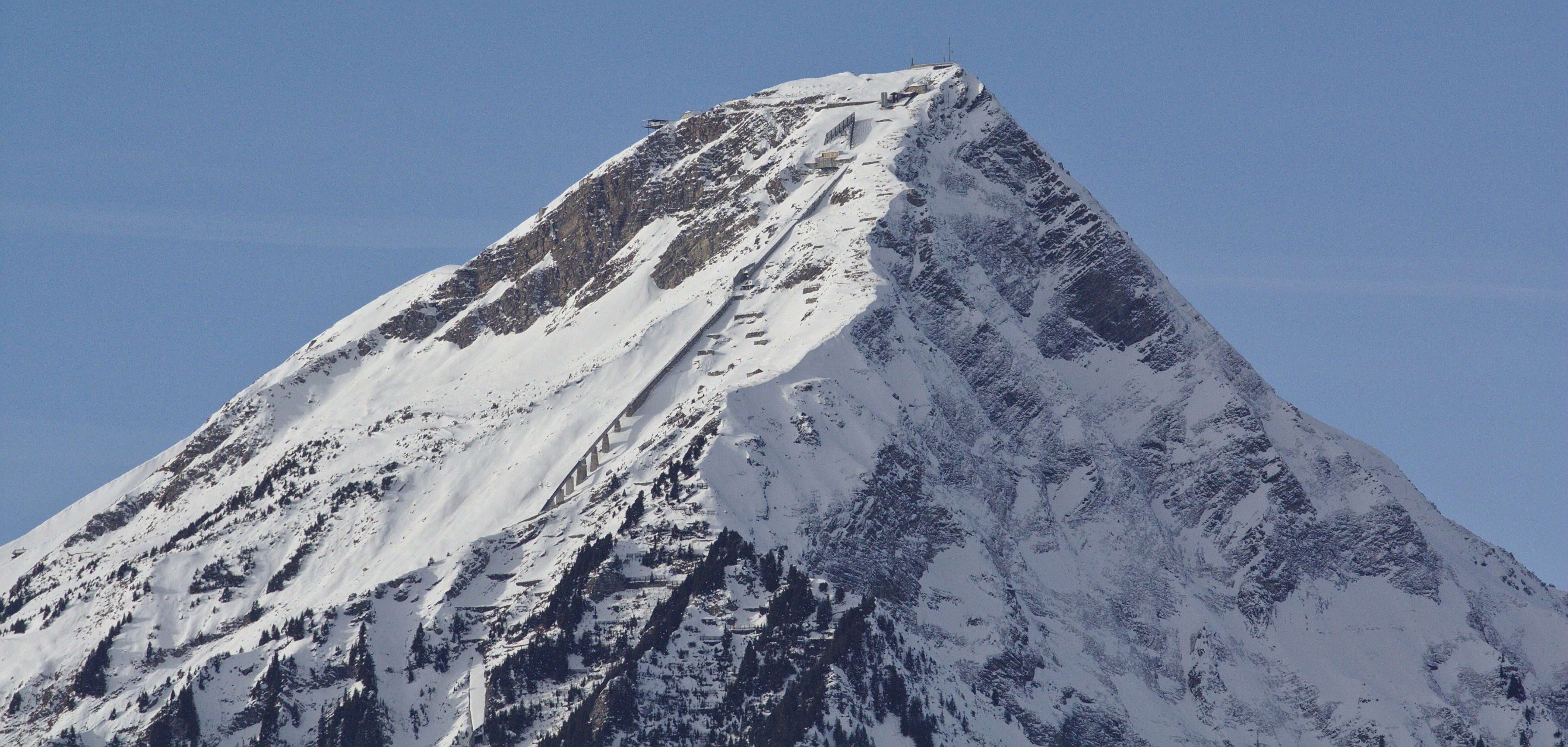
Niesen con funicular.

En paralelo al funicular se encuentra la escalera más larga del mundo, de 11674 escalones, que llega hasta la cima. Esta escalera de servicio se abre al público solo una vez al año para realizar una carrera llamada Niesenlauf.

## Meteorología
Tanto el Niesen como el monte Pilatus, cerca de Lucerna han dado lugar a una serie de refranes relacionados con el tiempo:
Si el Niesen tiene sombrero, el tiempo será hermoso y bueno.
Si el Niesen tiene un collar, aún te puedes arriesgar.
Pero si tiene capa y espada, habrá lluvia y ventada.
o en su original en alemán:
Hat der Niesen einen Hut, wird das Wetter schön und gut.
Hat der Niesen einen Kragen, darfst du es eben auch noch wagen.
Hat er aber Mantel um und Degen, gibt es Sturmwind und Regen.

## Arte y Literatura
El pintor Paul Klee pintó en varias ocasiones la montaña, representándola como una pirámide.
- Benedictus Aretius (c. 1522-1577), Stocc-Hornii et Nessi descriptio (Descripción de las montañas Stockhorn y Niesen y de las plantas que allí se encuentran), Estrasburgo 1561
- Josy Doyon: Un reino a los pies de Niesen (Ein Königreich am Fuss des Niesen), Ed.Blaukreuz, Berna, ISBN 3-85580-169-X
- Markus Krebser: La orilla izquierda de Lago de Thun (Thunersee linke Seite), Ed. Markus Krebser, Thun, ISBN 3-85777-135-6
- Alexander Schwab: El lago de Thun (Der Thunersee), Ed. Ott, Thun, ISBN 3-7225-6891-9

## Imágenes del Niesen

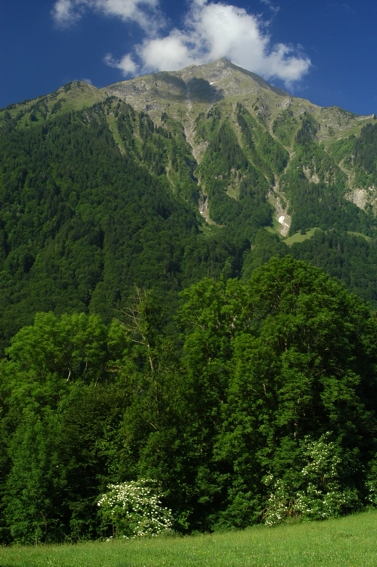
Niesen visto desde el Emdtal
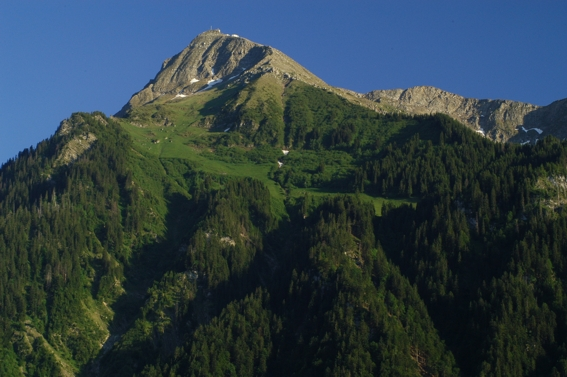
Niesen visto desde Wimmis
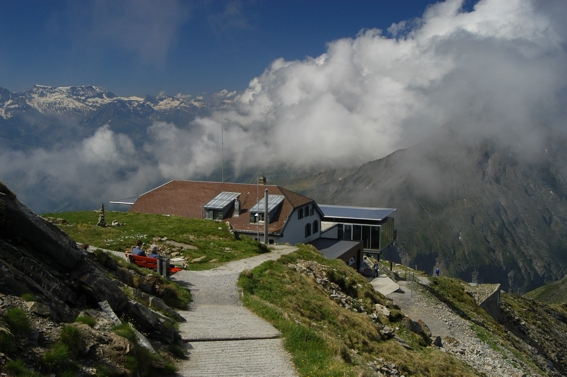
En la Cima
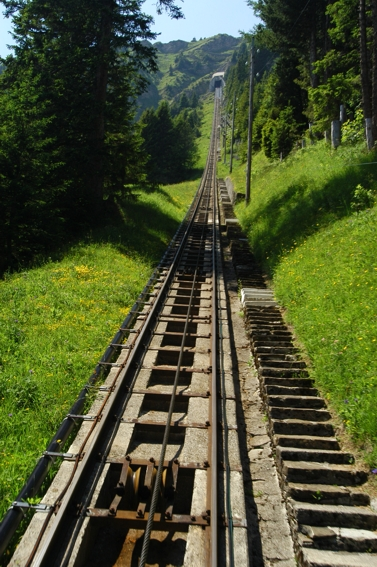
Vías del funicular de Niesen
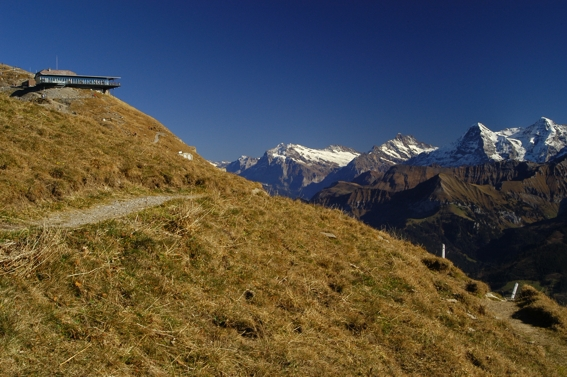
Panorámica con el albergue de montaña
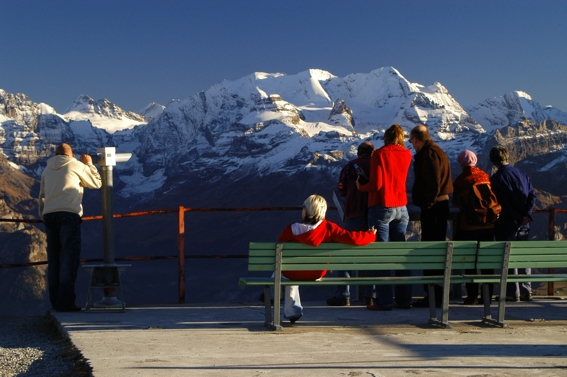
Panorámica hacia el sur
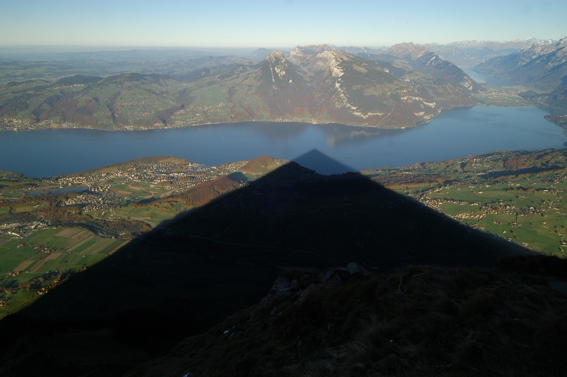
Sombra piramidal de la montaña
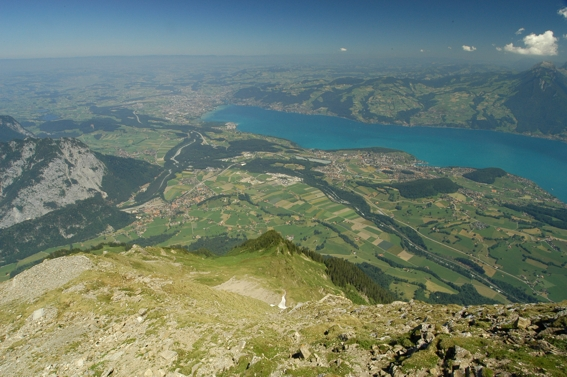
Vista sobre el Mittelland, Thun y el lago de Thun
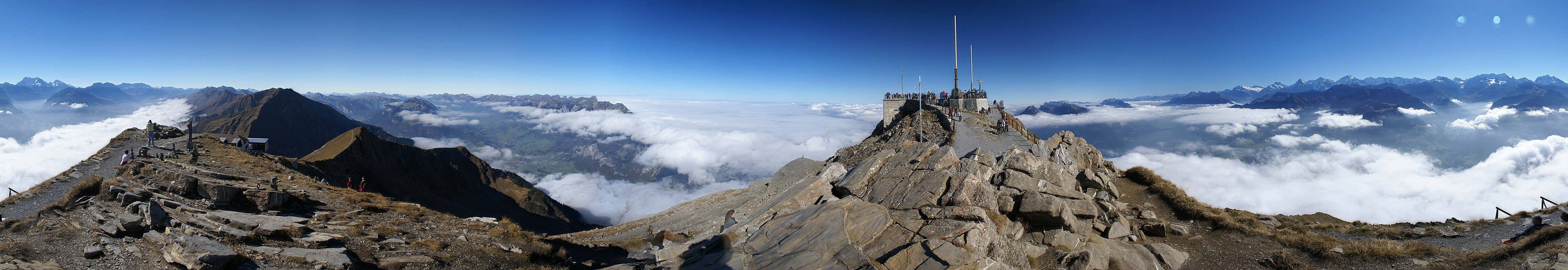
Panorama de 360 grados